# Вязово (Липецкая область)
Вя́зово — село Лебедянского района Липецкой области. Центр Вязовского сельсовета.
Стоит на шоссе, которое связывает Лебедянь и Чаплыгинское шоссе, в 3 км севернее реки Лебедянки.
Возникло в XVIII веке. В документах 1782 года отмечается под названием Вя́зовская Верши́на .
В XIX веке после постройки церкви стало носить названием села Вя́зовая Верши́на (сегодня существует Вязова Вершина в 2 км юго-восточнее Вязова), а затем просто Вязово. Оба наименования связаны с вязкими и топкими местами в Вязовом овраге, а отнюдь не с вязами.

## Население
| 2010 |
| ---- |
| 256  |